# Juan Antonio Ruiz de Alda Azarola
Juan Antonio Ruiz de Alda Azarola (San Sebastián, 1933- julio de 1988) fue un empresario y banquero español.

## Biografía
Hijo de Amelia Azarola y de Julio Ruiz de Alda Miqueleiz, se cree que fue uno de los primeros españoles en obtener un máster en Administración de empresas por la Universidad de Harvard. Empezó a trabajar en el Banco de Bilbao y en 1962 sería uno de los fundadores de Banif, la primera entidad española para la gestión de grandes fortunas, lo que ahora se conoce como banca privada. El 8 de junio de 1956 se casó con Pilar Moreno Tozer, hija de uno de los dirigentes del banco, y se incorporó a la empresa familiar. En 1975 vendieron Banif al Banco Hispano Americano. Posteriormente volvería a Bilbao a presidir el Banco de Comercio, entre 1978 y 1981. Durante los primeros años de la década de 1980  hubo una crisis bancaria en España. Fue entonces cuando José Ramón Álvarez Rendueles, entonces gobernador del Banco de España y Mariano Rubio, subgobernador del Banco de España, pidieron a Ruiz de Alda que gestionara el Fondo de Garantía de Depósitos y que reordenara el sector. Después de haber saneado bancos como Banca Catalana y el mismo Hispano Americano, en 1984 Ruiz de Alda fue nombrado subgobernador del Banco de España. Falleció en julio de 1988 en un accidente de tráfico, donde también murió su hijo Miguel.